# Tugai

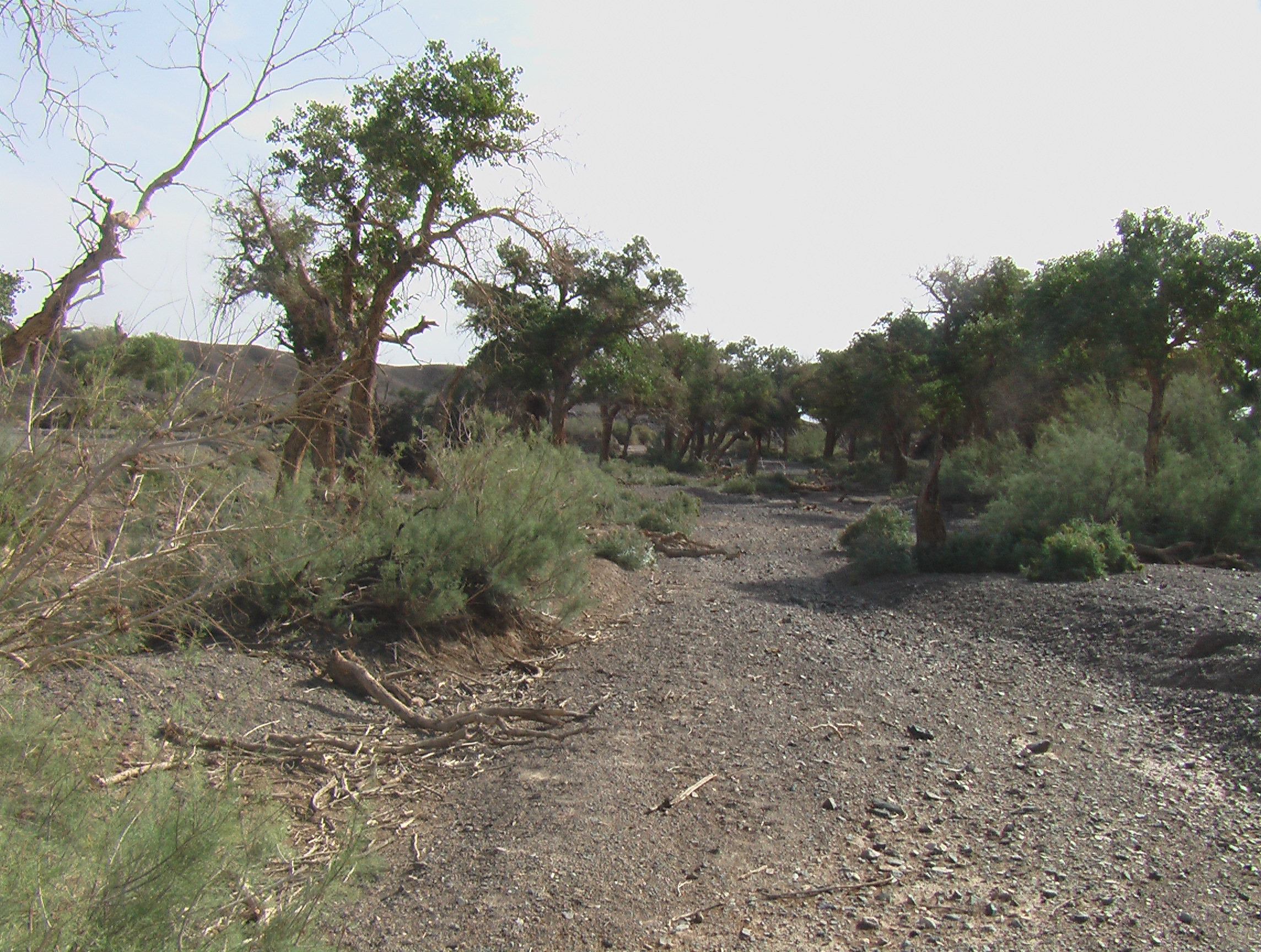
Álamos del Éufrates y arbustos tamariscos del oasis Ekhiin-Gol en el desierto de Gobi

El tugai, es un tipo de bosque ripariano asociado con zonas fluviales y planicies inundables, el cual depende en gran medida del agua que aportan inundaciones o corrientes subterráneas en vez de lluvias. Dado que por lo general el hábitat del tugai es lineal, extendiéndose a lo largo de los cursos de ríos en terrenos áridos, la vegetación de los tugai a menudo se convierte en un corredor para la vida salvaje. Los hábitats de tugai se manifiestan en climas desérticos o semiáridos en la zona central de Asia y son muy sensibles a los cambios en el suministro de agua, tales como la toma de agua para irrigación, y otros efectos antroprogénicos sobre el medio ambiente.  Los tugais han desaparecido o se han fragmentado en gran parte de las zonas que ocupaban primigeniamente.

## Distribución
El centro de la zona con vegetación tugai es la cuenca Tarim  en el noroeste de China, donde la zona central de la reserva natural de Tarim Huyanglin es atravesada por el río Tarim, allí se encuentran las mayores extensiones de bosques tugai impolutos (que representa un 60 % de todos los tugai del mundo).  Los países del centro de Asia alojan otro 31 %, y el resto se divide en zonas del Medio Oriente y Pakistán.

## Vegetación

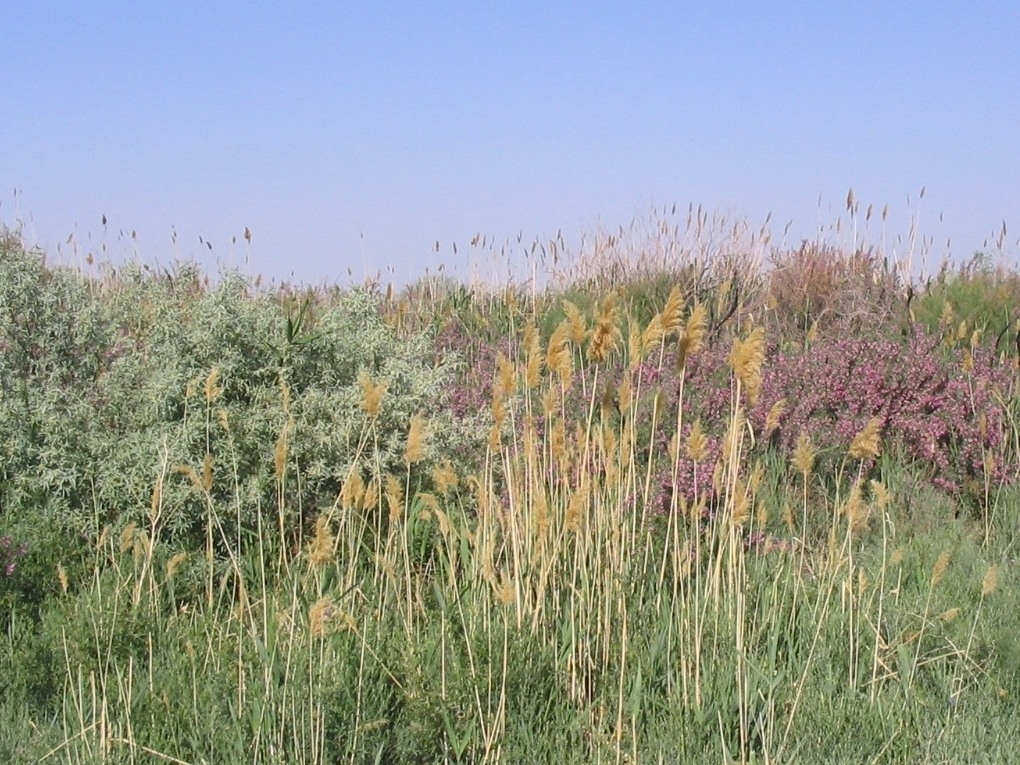
Ejemplo de vegetación en un tugai sobre el río Syr-Darya, provincia de Kyzylorda en Kazajistán.

Cerca de los ríos y donde el agua subterránea se encuentra próxima  a la superficie,  por lo general abundan especies de sauce y álamo (especialmente Populus euphratica). En aquellas zonas en que los bosques han sido intervenidos, crecen otras especies tales como tamarisco, espino amarillo y Elaeagnus.  En el sotobosque crecen especies tales como caña, junco palustre, juncos, pulicarias, Xanthium y estramonio.  En aquellas zonas en que el agua subterránea se encuentra a mayores profundidades prevalecen robles y olmos.